# Dialogos
Diálogos er en frivillig organisation, en NGO der arbejder med at fremme sundhed i fattige lande som Bolivia, Uganda, Nepal og Filippinerne. Målet er at forebygge sygdomme, blandt andet som følge af dårligt arbejdsmiljø. Vi arbejder via seriøse lokale partnere, der er aktive blandt lokalsamfundets græsrødder.
Empowerment af målgruppen er en vigtig del af projekterne. Diálogos udnytter de aktive medlemmers individuelle faglige kompetencer og erfaringer til kvalificering og udvikling af projekterne. Fokusområder for projekterne er samspillet mellem sundhed, arbejdsmiljø og miljø, som fx interkulturel medicin, og sprøjtemidler. Vi er finansieret af danske udviklingsmidler.

## Projekter
Dialogos arbejder med flere projekter i Bolivia, Uganda, Nepal og Filippinerne, hvor de blandt andet arbejder med pesticider, kviksølv og interkultural medicin. 

## Ekstern henvisning
- DIALOGOS' hjemmeside Arkiveret 22. oktober 2020 hos  Wayback Machine

 Der er for få eller ingen kildehenvisninger i denne artikel, hvilket er et problem. Du kan hjælpe ved at angive troværdige kilder til de påstande, som fremføres i artiklen.